# Chelonarhister castroi
Chelonarhister castroi är en skalbaggsart som beskrevs av Dégallier 2004. Chelonarhister castroi ingår i släktet Chelonarhister och familjen stumpbaggar. Inga underarter finns listade i Catalogue of Life.